# Genola (Utah)
Genola és una població dels Estats Units a l'estat de Utah. Segons el cens del 2000 tenia 965 habitants.

## Demografia
Segons el cens del 2000, Genola tenia 965 habitants, 224 habitatges, i 196 famílies. La densitat de població era de 29,2 habitants per km².
Dels 224 habitatges en un 59,4% hi vivien nens de menys de 18 anys, en un 79,9% hi vivien parelles casades, en un 6,3% dones solteres, i en un 12,1% no eren unitats familiars. En l'11,2% dels habitatges hi vivien persones soles el 7,6% de les quals corresponia a persones de 65 anys o més que vivien soles. El nombre mitjà de persones vivint en cada habitatge era de 4,18 i el nombre mitjà de persones que vivien en cada família era de 4,55.
Per edats la població es repartia de la següent manera: un 44,4% tenia menys de 18 anys, un 9% entre 18 i 24, un 21,6% entre 25 i 44, un 16,9% de 45 a 60 i un 8,2% 65 anys o més.
L'edat mediana era de 22 anys. Per cada 100 dones de 18 o més anys hi havia 115,7 homes.
La renda mediana per habitatge era de 45.417 $ i la renda mediana per família de 50.125 $. Els homes tenien una renda mediana de 31.563 $ mentre que les dones 25.833 $. La renda per capita de la població era de 13.484 $. Entorn del 4,4% de les famílies i el 9,9% de la població estaven per davall del llindar de pobresa.

## Poblacions més properes
El següent diagrama mostra les poblacions més properes.